# Ештрела Вермелья (Мапуту)
Клубе Дешпортіву Ештрела Вермелья да Сідаде ді Мапуту або просто Ештрела Вермелья (порт. Clube Desportivo Estrela Vermelha da Cidade de Maputo) — професіональний мозамбіцький футбольний клуб з міста Мапуту, столиці південно-східної провінції Мозамбіку.

## Історія клубу

Оригінальна емблема клубу до 1960 року. Оригінальні кольори невідомі.

Клуб було засновано 4 жовтня 1934 року, за часів португальського колоніального панування, під назвою «Клубе Дешпортіву Малангалене» (назва — від історичної частини міста). Цей клуб був закордонним філіалом португальського Порту і фінансувався ним. У 1960 році емблеми клубу були майже тотожними, за винятком того, що ініціалами «ФКП» були замінені на «КДМ». Після проголошення незалежності Мозамбіку клуб був на короткий час перейменований в «Сентру Популар ді Мапуту», цю назву клуб зберігав до 1978 року.
Футбольна команда на сьогодні ще не здобувала будь-яких серйозних титулів. Найвищим досягненням був фінал національного кубку 1986 року, який був програний клубу «Машакене» з рахунком 0:2. Участь команди в Кубку володарів Кубків КАФ обмежилося першим раундом, в якому з рахунками 0:1 та 0:3 відповідно «Ештрела Вермелья» зазнала поразок від представника Замбії ФК «Нчанга Рейнджерс».
З моменту створення єдиного національного першого дивізіону, Мосамболи, в 2000 році футболісти з «Ештрели Вермелья» грали чотири сезони в Мосамболі, найкращим досягненням в якій є 6-те місце в сезоні 2007 року. Після свого першого сезону у вищому дивізіоні в 2001 році команда вилетіла до нижчого та повернулася в 2006 році, щоб виграти плей-оф за право залишитися в Мосамболі. Останнього разу клуб покинув Мосамболу за підсумками сезону 2008 року.

## Досягнення
- Кубок Мозамбіку:
  -  Фіналіст (1): 1986.